# Kvalifikacije za popunu Druge savezne lige 1961.
U ljeto 1961. 20 momčadi iz SFRJ borile su se u kvalifikacijama za 4 mjesta u Drugoj saveznoj ligi 1961./62.

## Sudionici
Za dva mjesta u zapadnoj skupini Druge savezne lige bore se ekipe Slovenije, Hrvatske i BiH; one iz Srbije, Crne Gore i Makedonije natječu se za dva mjesta u istočnoj skupini.
| Slovenija                           | Hrvatska | Bosna i Hercegovina                                                                                       | Srbija | Srbija | Srbija                              | Crna Gora                                 | Makedonija                                   |
| Slovenija                           | Hrvatska | Bosna i Hercegovina                                                                                       | Vojvodina | Središnja Srbija | Kosovo                              | Crna Gora                                 | Makedonija                                   |
| ----------------------------------- | --- | --- | --- | --- | ----------------------------------- | ----------------------------------------- | -------------------------------------------- |
| - Maribor Slovenska zona: 1. mjesto | - Uljanik Pula Riječko-pulska zona: 1. mjesto - Metalac Sisak XIV. zona: 1. mjesto - RIZ Zagreb Zagrebačka zona: 1. mjesto - Mladost Zabok III. zona: 1. mjesto - Borovo Slavonska zona: 1. mjesto - Metalac Zadar Dalmatinska zona: 1. mjesto | - Sloga Doboj I. zona: 1. mjesto - Rudar Kakanj II. zona: 1. mjesto - GOŠK Dubrovnik III. zona: 1. mjesto | - BJ Bečej Vojvođanska liga: 1. mjesto - Železničar Inđija Vojvođanska liga: 2. mjesto - Proleter Zrenjanin Vojvođanska liga: 3. mjesto | - Jedinstvo Zemun Zonska liga Beograd: 1. mjesto - Budućnost Smederevo Posavsko-podunavska zona: 1. mjesto - Sloga Kraljevo Kragujevačka zona: 1. mjesto - Bor Niška zona: 1. mjesto | - Priština Kosovska zona: 1. mjesto | - OFK Titograd Crnogorska liga: 1. mjesto | - Pelister Bitolj Makedonska liga: 1. mjesto |

## Zapad

### 1. grupa
- Maribor (1. u Slovenskoj zoni)
- RIZ Zagreb (1. u Zagrebačkoj zoni)
- Metalac Sisak (1. u zoni Sisak − Karlovac − Gospić)
- Mladost Zabok (1. u III. zoni prvenstva Hrvatske)
- Uljanik Pula (1. u zoni Rijeka − Pula)

| Prva momčad   | Ukupno  | Druga momčad  | 1. utakmica | 2. utakmica |         |         |         |         |
| 1. kolo       | 1. kolo | 1. kolo       | 1. kolo     | 1. kolo     | 1. kolo | 1. kolo | 1. kolo | 1. kolo |
| ------------- | ------- | ------------- | ----------- | ----------- | ------- | ------- | ------- | ------- |
| Mladost Zabok | 2:6     | Maribor       | 0:3         | 2:3         |         |         |         |         |
| Polufinale    |         |               |             |             |         |         |         |         |
| Maribor       | 12:2    | Metalac Sisak | 2:2         | 10:0        |         |         |         |         |
| Uljanik Pula  | 2:1     | RIZ Zagreb    | 2:0         | 0:1         |         |         |         |         |
| Finale        |         |               |             |             |         |         |         |         |
| Maribor       | 2:1     | Uljanik Pula  | 2:0         | 0:1         |         |         |         |         |

Maribor se plasirao u Drugu saveznu ligu – Zapad.

### 2. grupa
- Metalac Zadar (1. u Dalmatinskoj zoni)
- Borovo (1. u Slavonskoj zoni)
- Sloga Doboj (1. u I. zoni BiH)
- Rudar Kakanj (1. u II. zoni BiH)
- GOŠK Dubrovnik (1. u III. zoni BiH)

| Prva momčad    | Ukupno  | Druga momčad  | 1. utakmica | 2. utakmica | 3. utakmica |         |         |         |
| 1. kolo        | 1. kolo | 1. kolo       | 1. kolo     | 1. kolo     | 1. kolo     | 1. kolo | 1. kolo | 1. kolo |
| -------------- | ------- | ------------- | ----------- | ----------- | ----------- | ------- | ------- | ------- |
| GOŠK Dubrovnik | 5:9     | Sloga Doboj   | 3:2         | 1:2         | 1:5         |         |         |         |
| Polufinale     |         |               |             |             |             |         |         |         |
| Sloga Doboj    | 5:3     | Metalac Zadar | 3:2         | 2:1         |             |         |         |         |
| Borovo         | 9:4     | Rudar Kakanj  | 8:0         | 1:3         |             |         |         |         |
| Finale         |         |               |             |             |             |         |         |         |
| Sloga Doboj    | 3:8     | Borovo        | 2:5         | 1:3         |             |         |         |         |

Borovo se plasirao u Drugu saveznu ligu – Zapad.

## Istok

### 1. grupa
- Bratstvo Jedinstvo Bečej (1. u Vojvođanskoj liga)
- Železničar Inđija (2. u Vojvođanskoj liga)
- Proleter Zrenjanin (3. u Vojvođanskoj liga)
- Jedinstvo Zemun (1. u Zonskoj ligi Beograd)
- Budućnost Smederevo (1. u Posavsko-podanavskoj zoni)

| Prva momčad  | Ukupno  | Druga momčad      | 1. utakmica | 2. utakmica | 3. utakmica |         |         |         |
| 1. kolo      | 1. kolo | 1. kolo           | 1. kolo     | 1. kolo     | 1. kolo     | 1. kolo | 1. kolo | 1. kolo |
| ------------ | ------- | ----------------- | ----------- | ----------- | ----------- | ------- | ------- | ------- |
| B. Smederevo |         | Bratstvo J. Bečej | 4:0         | 0:5         | 2:1         |         |         |         |
| Polufinale   |         |                   |             |             |             |         |         |         |
| B. Smederevo | 6:3     | Jedinstvo Zemun   | 3:0         | 3:3         |             |         |         |         |
| P. Zrenjanin | 3:1     | Železničar Inđija | 3:1         | 0:0         |             |         |         |         |
| Finale       |         |                   |             |             |             |         |         |         |
| B. Smederevo | 2:5     | P. Zrenjanin      | 2:2         | 0:3         |             |         |         |         |

Proleter Zrenjanin plasirao se u Drugu saveznu ligu – Istok.

### 2. grupa
- Sloga Kraljevo (1. u Kragujevačkoj zoni)
- Bor (1. u Niškoj zoni)
- Priština (1. u Kosovskoj zoni)
- Pelister Bitolj (1. u Makedonskoj zoni)
- OFK Titograd (1. u Crnogorskoj zoni)

| Prva momčad     | Ukupno         | Druga momčad   | 1. utakmica | 2. utakmica |         |         |         |         |
| 1. kolo         | 1. kolo        | 1. kolo        | 1. kolo     | 1. kolo     | 1. kolo | 1. kolo | 1. kolo | 1. kolo |
| --------------- | -------------- | -------------- | ----------- | ----------- | ------- | ------- | ------- | ------- |
| Pelister Bitolj | 7:2            | OFK Titograd   | 7:2         | 0:0         |         |         |         |         |
| Polufinale      |                |                |             |             |         |         |         |         |
| Pelister Bitolj | 3:14           | Priština       | 2:3         | 1:11        |         |         |         |         |
| Bor             | 2:2 (5:7 pen.) | Sloga Kraljevo | 1:0         | 1:2         |         |         |         |         |
| Finale          |                |                |             |             |         |         |         |         |
| Priština        | 6:1            | Sloga Kraljevo | 1:0         | 5:1         |         |         |         |         |

Priština se plasirala u Drugu saveznu ligu – Istok.

## Unutrašnje poveznice
- Druga savezna liga Jugoslavije u nogometu 1960./61.
- 3. ligaški rang 1960./61.

## Vanjske poveznice
- HRnogomet
- SISTEM TAKMIČENJA U JUGOSLAVIJI 1955.-1962.
- Vremeplov 4: Ligaška takmičenja od 1945-1992. godine
- rsssf.com